# Leen Barth
Leen Barth, né le 11 janvier 1952 à Puttershoek, est un joueur de football néerlandais, qui occupait le poste de gardien de but. Il a effectué toute sa carrière professionnelle en Belgique, passant notamment par Anderlecht et Bruges. Il a été international néerlandais dans toutes les catégories d'âge, mais n'a jamais été sélectionné en équipe A.

## Carrière
Leen Barth commence sa carrière au Fortuna Vlaardingen, en Division 2 néerlandais. En 1970, il est transféré au Sporting d'Anderlecht, un des plus importants clubs de Belgique, comme gardien remplaçant de son compatriote Jan Ruiter. Quand ce dernier quitte le club bruxellois, les dirigeants font confiance au jeune Jacky Munaron. Barré comme titulaire, il signe au deuxième club de la capitale belge, l'Union Saint-Gilloise, en 1975. Le club venait de descendre en Division 3, mais Leen Barth et ses nouveaux équipiers remportent le titre et remontent directement en D2.
Après ce titre, Leen Barth revient en première division, au FC Bruges, comme deuxième gardien derrière le danois Birger Jensen. Il ne participe pas aux folles campagnes européennes du club (deux finales européennes perdues en 1976 et 1978), mais il remporte tout de même quatre titres avec les « Blauw & Zwart », avec 63 rencontres disputées en cinq saisons. 
En 1981, Leen Barth rejoint le Cercle de Bruges, où il est enfin titulaire. Il est même élu « Joueur du Cercle de l'année » en 1984, avant de prendre sa retraite sportive en juillet 1985. 
Après sa carrière de joueur, il entraîne deux clubs de divisions inférieures, Knokke et Torhout, avant de quitter définitivement le monde du football.